# Palazzo Tarasconi
Il Palazzo Tarasconi, noto anche come Palazzo Soragna Tarasconi, è un edificio dalle forme rinascimentali, situato in strada Farini 37 a Parma.

## Storia
Il grande palazzo fu costruito verso la fine del XVI secolo per volere dei fratelli Scipione e Alessandro Tarasconi, su probabile progetto di Giovanni Francesco Testa, inglobando parte degli edifici trecenteschi preesistenti, dalla conformazione articolata.
In seguito alla morte dell'architetto, gli subentrò quasi sicuramente Giovanni Battista Magnani, che intervenne nell'importante ampliamento, successivo al 1604, riguardante l'ala ovest dell'edificio e l'intera porzione sud sull'attuale strada al Ponte Caprazucca, ove fu abbattuto il preesistente porticato.
Già intorno alla metà del XVII secolo intervenne un nuovo architetto, che realizzò la caratteristica scala elicoidale a chiocciola nell'angolo sud-ovest del cortile centrale e sopraelevò le finestre sulle fronti esterne del piano più alto del palazzo, rimaste tuttavia incompiute.
Nel 1857 l'ultimo conte Luigi Tarasconi, privo di discendenti diretti, nominò suo erede universale il marchese Luigi Lupo Meli Lupi di Soragna, che l'anno seguente aggiunse al proprio il cognome Tarasconi, unendo gli stemmi gentilizi delle due casate.
Nel 1860 all'interno dell'edificio fu inaugurata la prima sede della Cassa di Risparmio di Parma, in seguito spostatasi nel palazzo di piazza Garibaldi.
Tra la fine del XIX secolo e l'inizio del XX fu infine leggermente variato il prospetto posteriore dell'edificio, aperto sul cortile retrostante, e furono apportate alcune modifiche interne.
Nel 2014 i marchesi Meli Lupi di Soragna Tarasconi alienarono il palazzo all'imprenditore Corrado Galloni, che l'anno seguente avviò i lavori di restauro dell'intera struttura.

## Descrizione

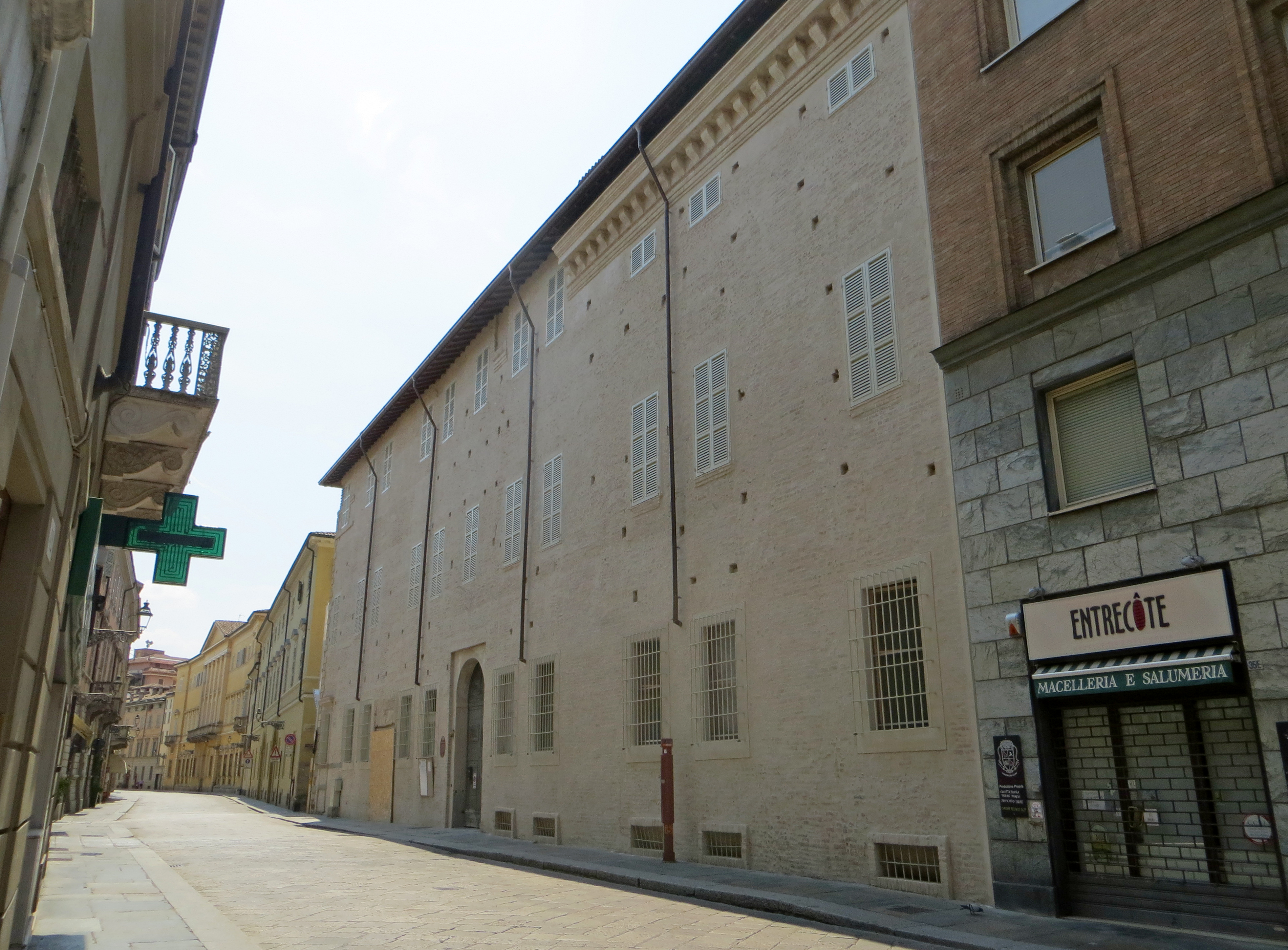
Facciata

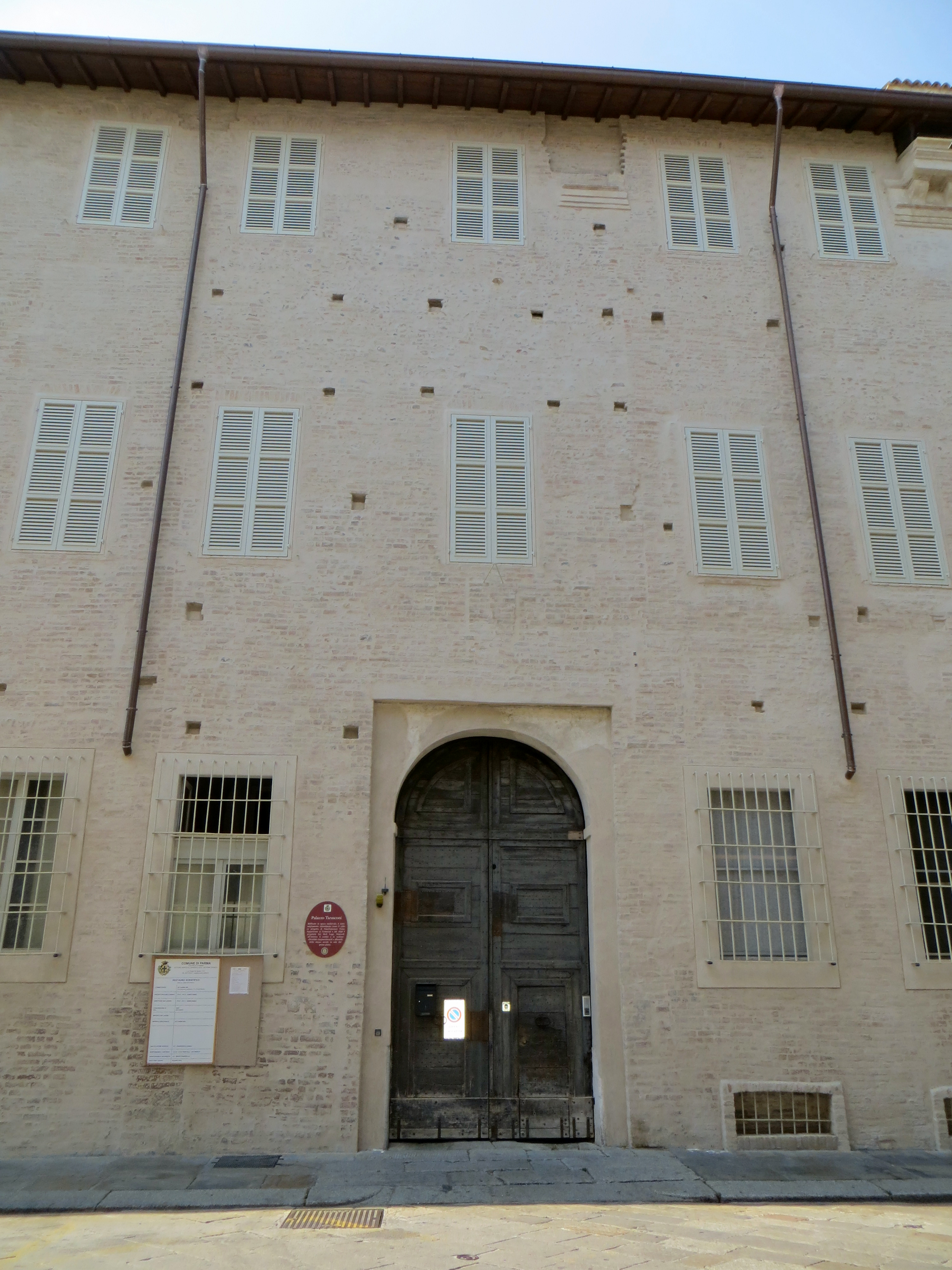
Ingresso

Il palazzo si sviluppa su una pianta rettangolare, attorno a un grande cortile d'onore centrale; sul retro si apre un ulteriore cortile destinato a giardino, ove è ancora presente l'antica fontana-ninfeo, collocata scenograficamente in perfetto allineamento con il portale d'ingresso su strada Farini.
Il prospetto principale, interamente rivestito in laterizio, evidenzia le preesistenze tardomedievali su cui fu innalzato il palazzo, rimasto tuttavia incompiuto nella decorazione esterna; le finestre sono prive di cornici e l'elaborato cornicione di coronamento è presente solo nella porzione nord della facciata. Il prospetto laterale su strada al Ponte Caprazucca, realizzato dopo il 1604 anch'esso in laterizio, seppur a sua volta incompiuto, risulta tuttavia più regolare e le finestre del piano terra si aprono su mensole inginocchiate in pietra, con un motivo a greca sul davanzale.
Il cortile interno quadrato, realizzato probabilmente dopo il 1604, è caratterizzato dall'elegante porticato sviluppato sui quattro lati, con arcate a tutto sesto poggianti su colonne doriche. Nell'angolo nord-est, all'interno di un vano rettangolare coperto da una volta lunettata, lo scalone d'onore balaustrato in marmo conduce al loggiato del piano nobile, che si apre sul cortile con un analogo colonnato dorico.
Nell'angolo sud-ovest del cortile è inoltre presente, all'interno di un vano coperto da una cupola ovoidale, una scala elicoidale poggiante su colonne doriche, che sale su tre giri di spirale fino al terzo piano; la scala fu realizzata intorno alla metà del XVII secolo, probabilmente basandosi sui disegni di Giovanni Francesco Testa.
Al piano nobile si apre verso strada Farini un salone con soffitto ligneo a cassettoni tardocinquecentesco, suddiviso in nove riquadri interamente decorati; al centro campeggia la probabile raffigurazione della Primavera, mentre intorno si trovano vari motivi a grottesche alternati a volti femminili, uccelli e leoni. Sulla sommità delle pareti corre un fregio che rappresenta, all'interno di cornici, 12 scene dell'Antico Testamento, strutturalmente correlate strettamente all'orditura dei cassettoni. Un analogo fregio è presente sulla parete del sottotetto adiacente al salone, ivi collocato a causa dei lavori di risistemazione successivi al 1604, che abbassarono il soffitto della stanza sottostante. I dipinti dei cassettoni furono probabilmente realizzati da Cesare Baglione, mentre i fregi furono presumibilmente completati in un secondo momento dai suoi aiuti, tra i quali Girolamo Curti detto "il Dentone", Angelo Michele Colonna e Giovanni Maria Conti della Camera.
Nella Sala delle grottesche, immediatamente a sud del salone, sotto al soffitto a cassettoni si staglia lungo le pareti un altro fregio attribuito al Baglione, riscoperto durante l'ultimo restauro; gli affreschi raffigurano una serie di paesaggi, alternati da decorazioni a grottesche rappresentanti erme femminili delimitate da cornici.
Al piano terra, nell'ala sud del palazzo, una sala è caratterizzata da decorazioni a grottesche realizzate a tempera sulla copertura a padiglione, risalenti all'inizio del XVII secolo; all'interno di cornici è rappresentata la storia di Giona. Inoltre, alcuni ambienti verso strada Farini conservano sotto gli intonaci varie tracce di affreschi cinque-seicenteschi raffiguranti paesaggi, rinvenute attraverso le indagini stratigrafiche realizzate nel corso dell'ultimo restauro.